# Museum Bünde
Das Museum Bünde ist ein Museumsverbund in der ostwestfälischen Stadt Bünde. Es umfasst das Kreisheimatmuseum, das Deutsche Tabak- und Zigarrenmuseum und das Dobergmuseum – Geologisches Museum Ostwestfalen-Lippe.

## Einrichtungen
Das Dobergmuseum zeigt Funde aus dem zur Stadt Bünde gehörenden Doberg, vornehmlich Fossilienfunde aus dem Oligozän. Bekanntestes Exponat ist eine Seekuh aus dieser Zeit.
Das Deutsche Tabak- und Zigarrenmuseum zeigt die Produkte und Arbeitsweise der Zigarrenindustrie. Das Ravensberger Land und insbesondere Bünde war eines der Zentren der weltweiten Tabakverarbeitung. Das Museum ist daher Heimatkundemuseum, das die Arbeitsbedingungen und Bedeutung der örtlichen Tabakindustrie im 20. und 19. Jahrhundert darstellt. Bekanntestes Exponat ist die angeblich größte Zigarre der Welt.
Das Kreisheimatmuseum ist ein Heimatkundemuseum für den Kreis Herford. Besonderes Gewicht wird auf die Lebens- und Erwerbssituation im Ravensberger Land gelegt. Ein bekannter Schauraum ist ein vollständig erhaltener und original eingerichteter Kaufmannsladen aus dem 19. Jahrhundert.

## Standort
Das Museum Bünde liegt auf der sogenannten Museumsinsel am Museumsplatz. Die Museumsinsel ist ein Ensemble von mehreren Fachwerkhäusern und dem 1999 neu erbauten in Beton-Glas-Stahl Bauweise erbauten Dobergmuseum. Im Einzeln bilden folgende Gebäude die Museumsinsel:
- Striedickscher Hof: Der Fachwerkhof wurde 1830 von Johann Friedrich Striedieck erbaut und ist seit 1937 Standort zunächst aller drei Teilbereiche des Museums Bünde, seit 1988 nunmehr für den Hauptbereich des Kreisheimatmuseums und des Tabakmuseums. Thematisch passend war der Striediecksche Hof vor seiner Nutzung als Museum Sitz der Zigarrenfabrik Striedieck & Martin.
- Spieker: der kleine Spieker in Fachwerkbauweise wurde 1797 errichtet. Er steht seit 1974 an diesem Standort und enthält einen Sonderbereich des Kreisheimatmuseums zur Flachsverarbeitung und Leinenherstellung.
- Hurlbrinksches Haus: Das Fachwerkhaus ist ein ehemaliges Handwerker- und Ackerbürgerhaus. Es findet sich seit 1979 auf der Museumsinsel. Die dortige Ausstellung des Kreisheimatmuseums zeigt das Leben und Arbeiten zur Zeit der 19. Jahrhundertwende. Das Haus wurde spätestens 1688 erbaut.
- Dammhaus: Diese Fachwerkscheune ist das älteste Gebäude Bündes. Es datiert aus dem Jahr 1595. Seit 1975 befindet es sich auf der Museumsinsel. Ursprünglich stand es in Bustedt. Das Museum Bünde nutzt das Haus als Veranstaltungsort. Daneben finden im Dammhaus Trauungen statt.
- Kötterhaus. Der kleine aus dem Jahr 1737 stammende Fachwerkkotten diente zunächst als Hausmeisterwohnung.

Außenstelle und vorrangig Magazin des Tabakmuseums ist der aus rotem Backstein erbaute Tabakspeicher in der Nähe des Bahnhofs. Er ist der einzige in Westfalen verbliebene Tabakspeicher, der noch immer seinem ursprünglichen Zweck dient. Der rote Backsteinbau wurde 1896 von der Bremer Zigarrenfirma Leopold, Engelhard & Biermann erbaut. 1930 hatte der Tabakspeicher zunächst ausgedient und wurde an die Reichsbahn verkauft. Er dient heute wieder als Tabaklager für die Zigarrenfabrik André.
Im Garten des Museums findet sich unter anderem ein typisch westfälischer Bauerngarten, eine freistehende Bauernschaftsglocke und reich mit Schnitzereien und Malereien verzierte Torbögen, die ehemals Eingang zu Bauernhäusern im Ravensberger Land waren.

## Geschichte
1905 wurde der Bünder Lehrer Friedrich Langewiesche durch einen seiner Schüler auf Fossilienfunde im Doberg aufmerksam gemacht. Der Doberg wurde zu jener Zeit für den Mergelabbau genutzt. Ab 1907 präsentierte Langewiesche seine Fundstücke am Bünder Realprogymnasium (Gebäude heute Marktgymnasium). 1911 entdeckte Langewiesche einen seiner bedeutendsten Funde im Doberg: den 93 cm langen Schädel eines Zahnwals. 1912 machte ein Arbeiter im Doberg eine weitere Entdeckung: seine im Doberg gefundene Seekuh ist bis heute das bekannteste Exponat der Sammlung.
1927 schenkte Langewiesche, seit 1909 auf Grund seiner Funde zum Professor ernannt, seine Funde der Stadt. Sie firmierte zunächst als „Heimatsammlung der Stadt Bünde“. Das „Steinzimmer“, weiterhin untergebracht auf dem Boden des Gymnasiums, diente überwiegend Unterrichtszwecken. 1937 kündigte der Landkreis Herford an, in Bünde ein Kreismuseum einrichten zu wollen. Initiiert wurde das Projekt durch den Kreisheimatbund. Langewiesches Sammlung übergab die Stadt Bünde im Zuge der Einrichtung des neuen Museums an den Kreis. Neben den im Striedieckschen Hof gezeigten heimatkundlichen Exponaten und Langewiesches Fossiliensammlung im Kreismuseum, richtete die Stadt in einem Flügel des Hofes das Deutsche Tabak- und Zigarrenmuseum ein.
Im Gegensatz zu den anderen Bereichen des Museums im Striedieckschen Hof, wurde das Tabakmuseum von der Stadt getragen. Exponate stammten zunächst von den Bünder Zigarrenfabriken. Langewiesche übernahm die Leitung des Kreismuseums, das am 9. Mai 1937 zeitgleich mit dem Tabakmuseum eingeweiht wurde. 1939 übernahm Langewiesche auch die Leitung des Tabakmuseums. Erst 1951 übergab der bereits 83-jährige Langewiesche die Leitung der Museen an Karl Paetow, der das Museum ausbaute und im Garten einen Glockenturm errichten ließ.
1968 folgte als Museumsdirektor Eberhard Pannkoke. Unter seiner Leitung restaurierte man 1973 den Spieker und stellte ihn am heutigen Standort auf; 1976 folgte das Kötterhaus, das bereits 1973 abgebrochen worden war und an seiner statt das Dammhaus errichtet wurde, dessen Standort bis dahin Bustedt war. 1979 errichtete man das Hurlbrinksche Haus am heutigen Platz. Im bisher von einer Altentagesstätte belegten Nordflügel des Striedieckschen Hofes richtete man 1980 ein Magazin ein, sowie eine Zigarrenbude. 1998 gab Pannkoke die Leitung ab. Sein Nachfolger wurde Geologe Michael Strauß.
Nachdem bereits länger über ein eigenes, separates Museum für die Fossilienfunde aus dem Doberg, diskutiert wurde, konnte 1998 mit Hilfe eines Fördervereins, der Stadt, des Kreises, der Nordrhein-Westfalen-Stiftung Naturschutz, Heimat- und Kulturpflege und des Landschaftsverbandes Westfalen-Lippe für diese Exponate ein Neubau errichtet werden, das nach seiner Ausgliederung aus dem mittlerweile als Kreisheimatmuseum bezeichneten Kreismuseum den Namen Dobergmuseum erhielt. In einem Architektenwettbewerb wurde Dieter Quiram als Architekt ausgewählt. 1998 vereinbarten die Stadt und der Kreis, dass die drei Teilbereiche des Museums Bünde fortan  in der Rechtsform einer eigenbetriebsähnlichen Einrichtung in Trägerschaft des Kreises geführte werden sollen. Bereits kurz nach Bezug des Museums wurden gravierende Baumängel am Dobergmuseum offensichtlich. Nach längerem Rechtsstreit zwischen Bauherren und Architekten, der zu Ungunsten des Architekten ausging, konnte 2009 die Renovierung des Dobergmuseums beginnen. Das Gebäude wurde dazu größtenteils entkernt und umgebaut. 
Seit Ende 2011 ist das Dobergmuseum wieder für Besucher geöffnet. Zeitgleich mit den Renovierungen im Dobergmuseum wurde auch Striedieckesches Hof, der unverändert Standort für Heimatmuseum und Tabakmuseum war, für eine umfangreiche Renovierung geschlossen. Am 30. Oktober 2010 wurde der Striediecksche Hof zusammen mit einer neuen Dauerausstellung des Deutschen Tabak- und Zigarrenmuseums feierlich wiedereröffnet.

## Galerie

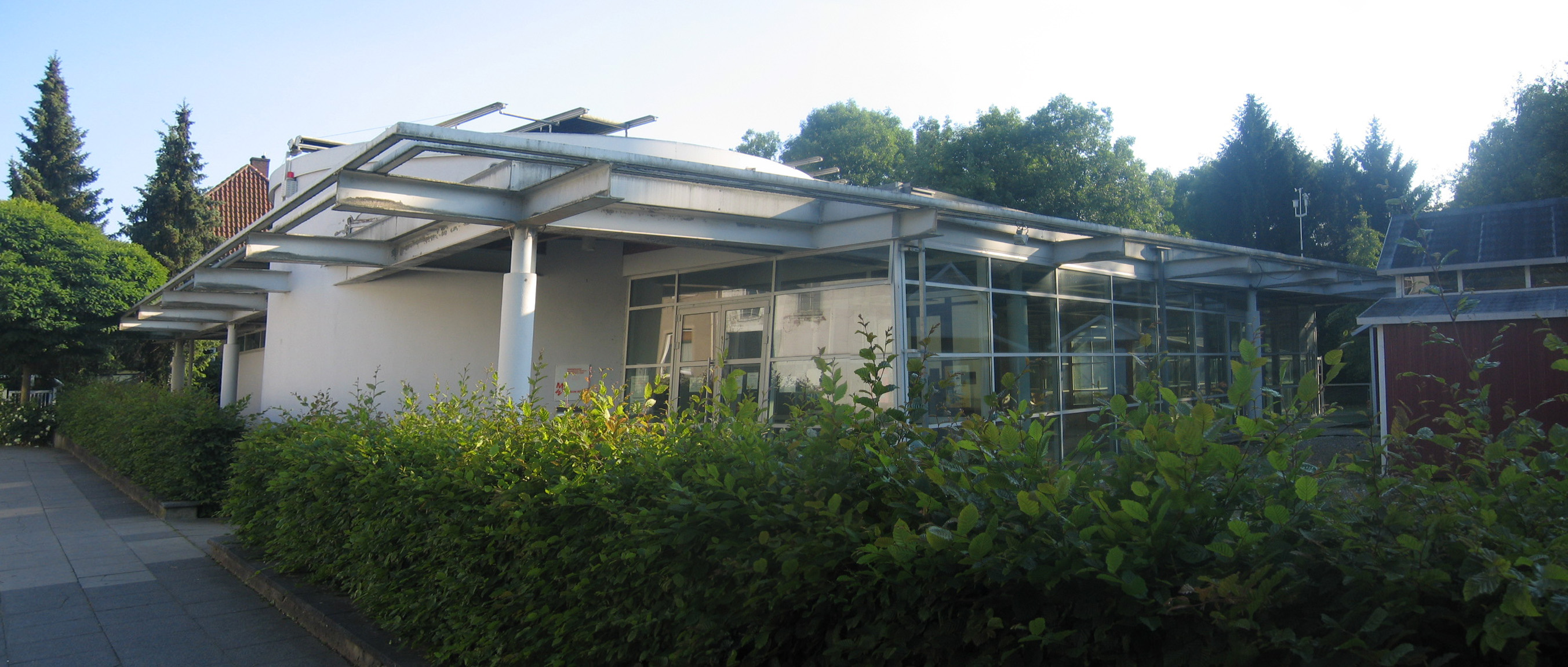
Dobergmuseum
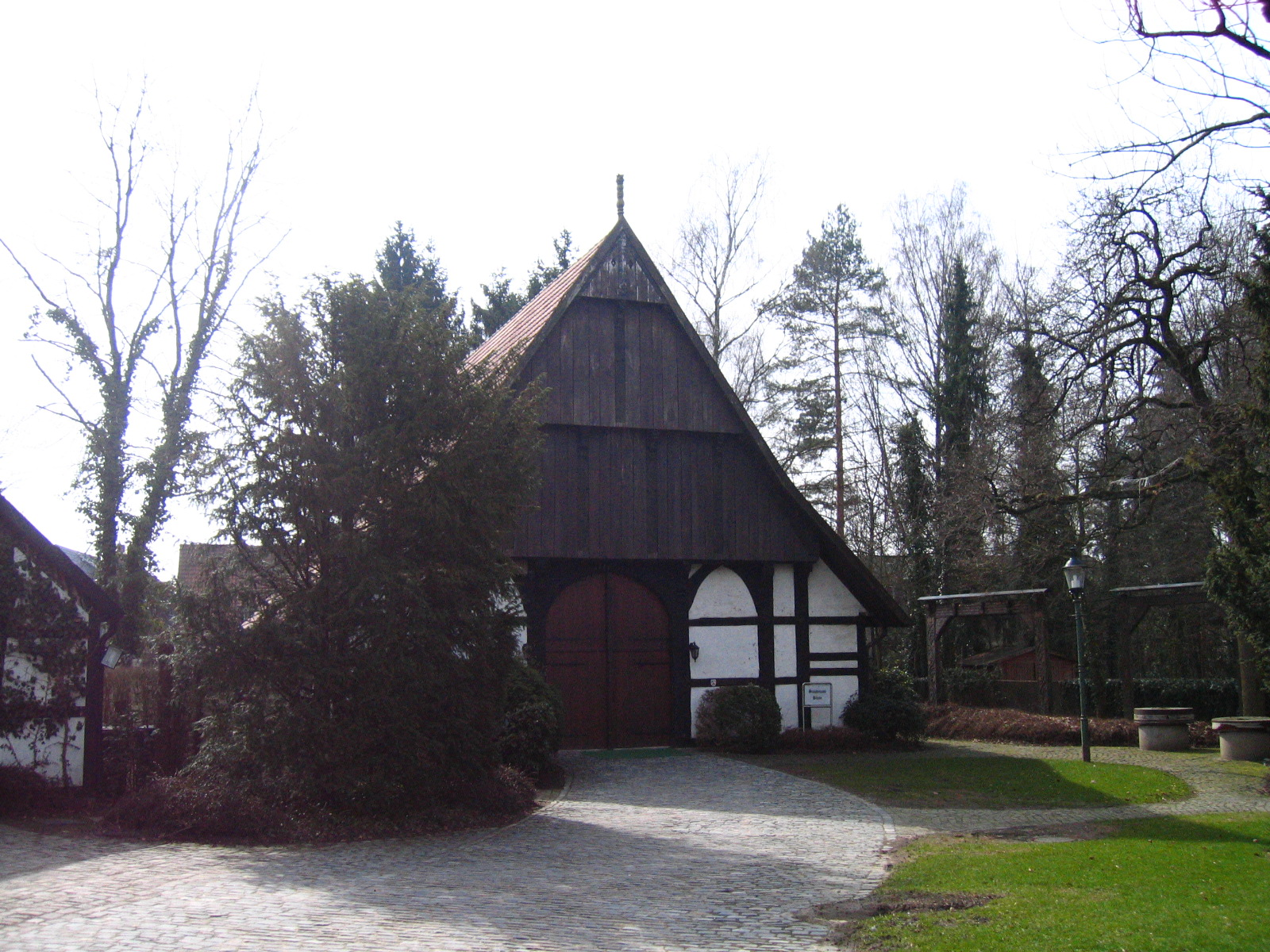
Dammhaus
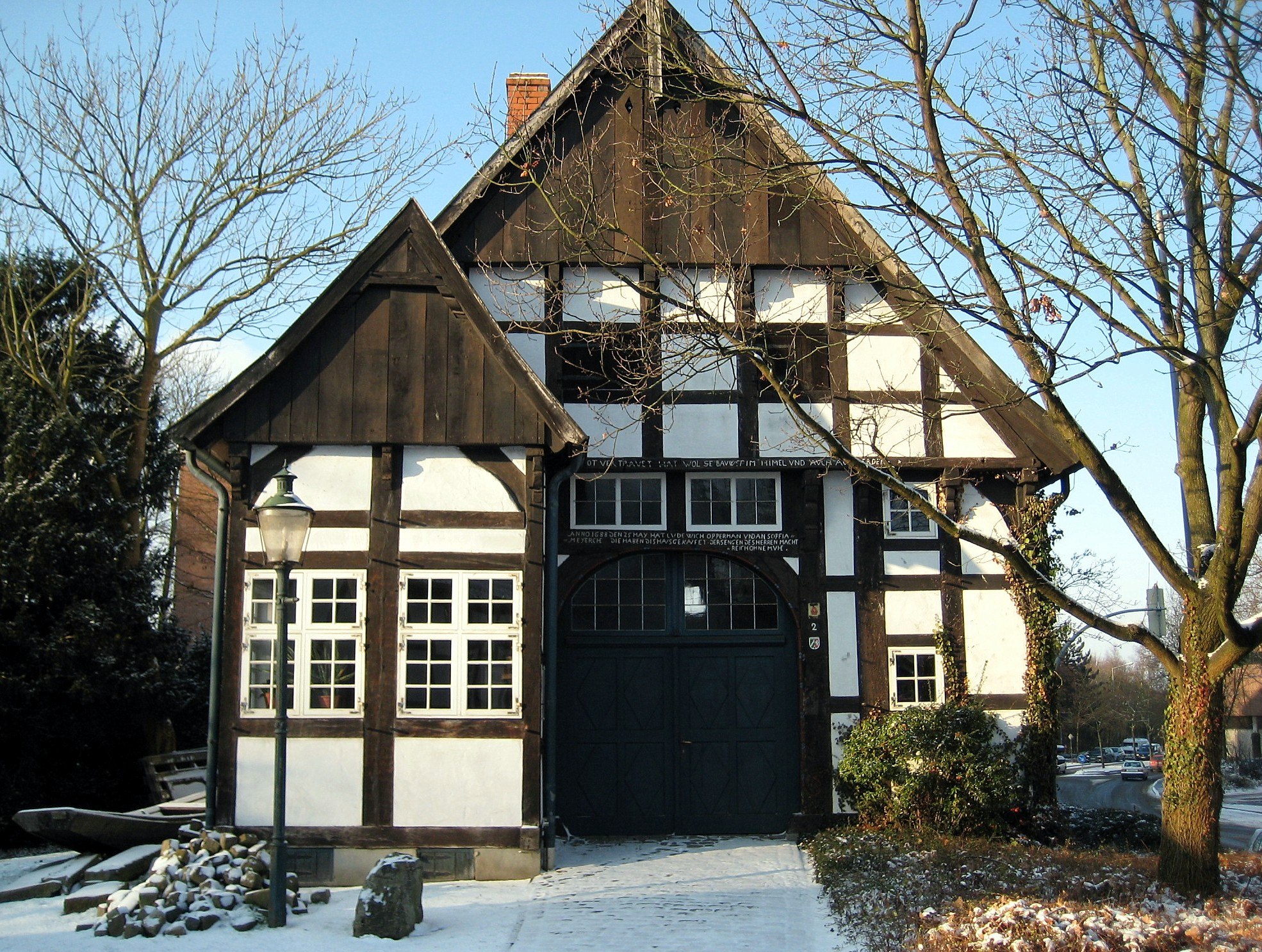
Hurlbrinksches Haus
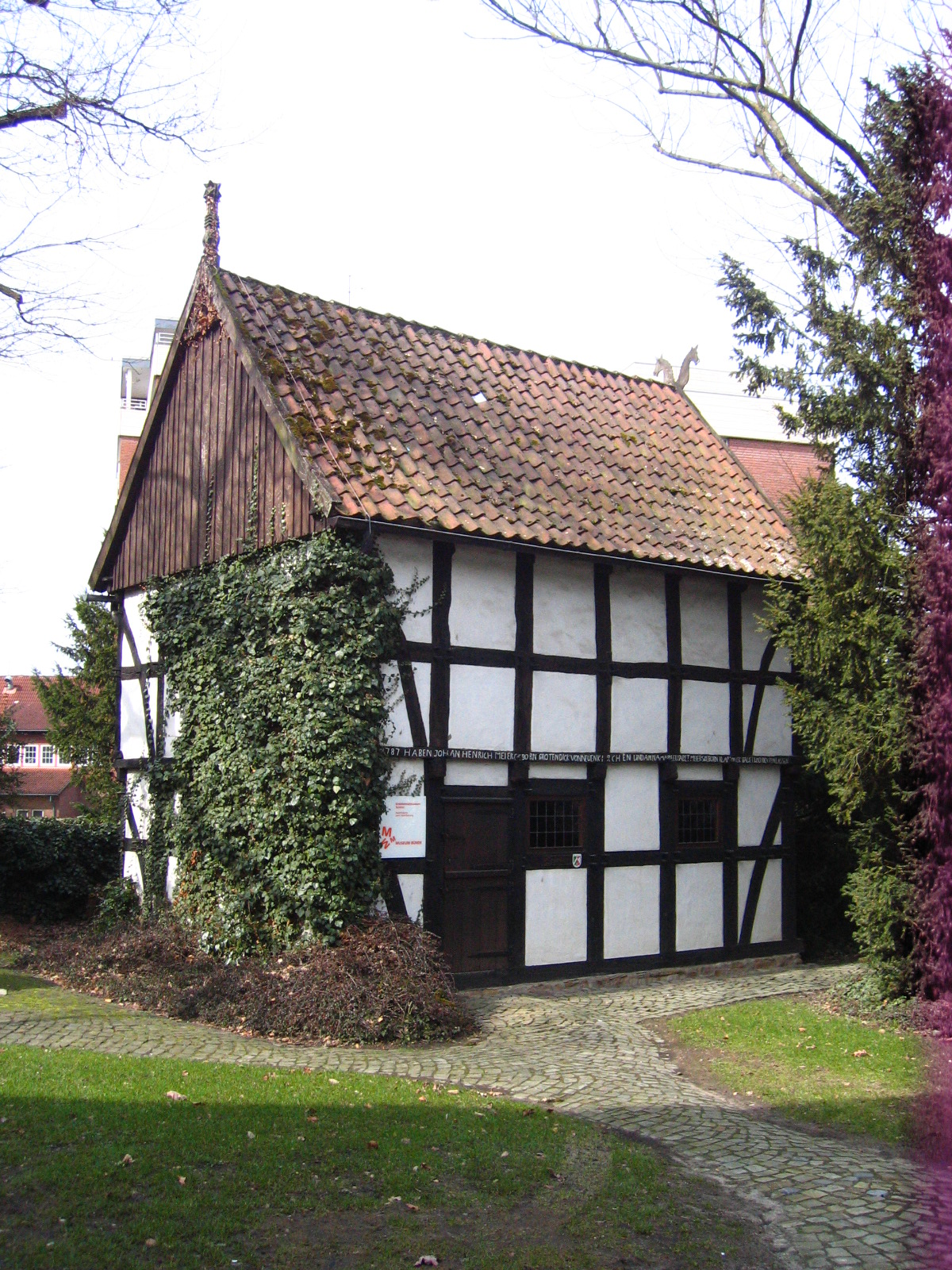
Spieker
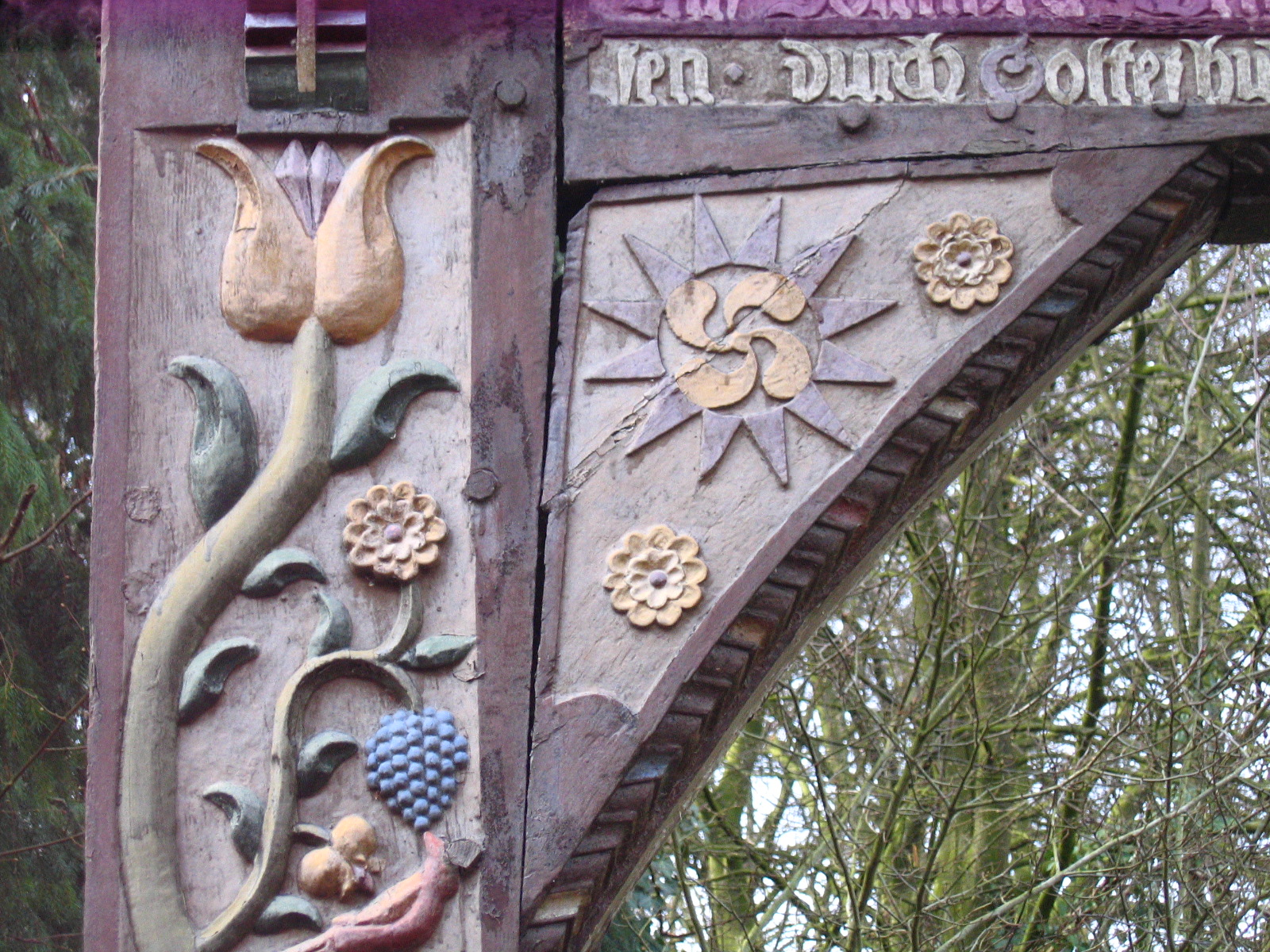
Detail eines Torbalkens
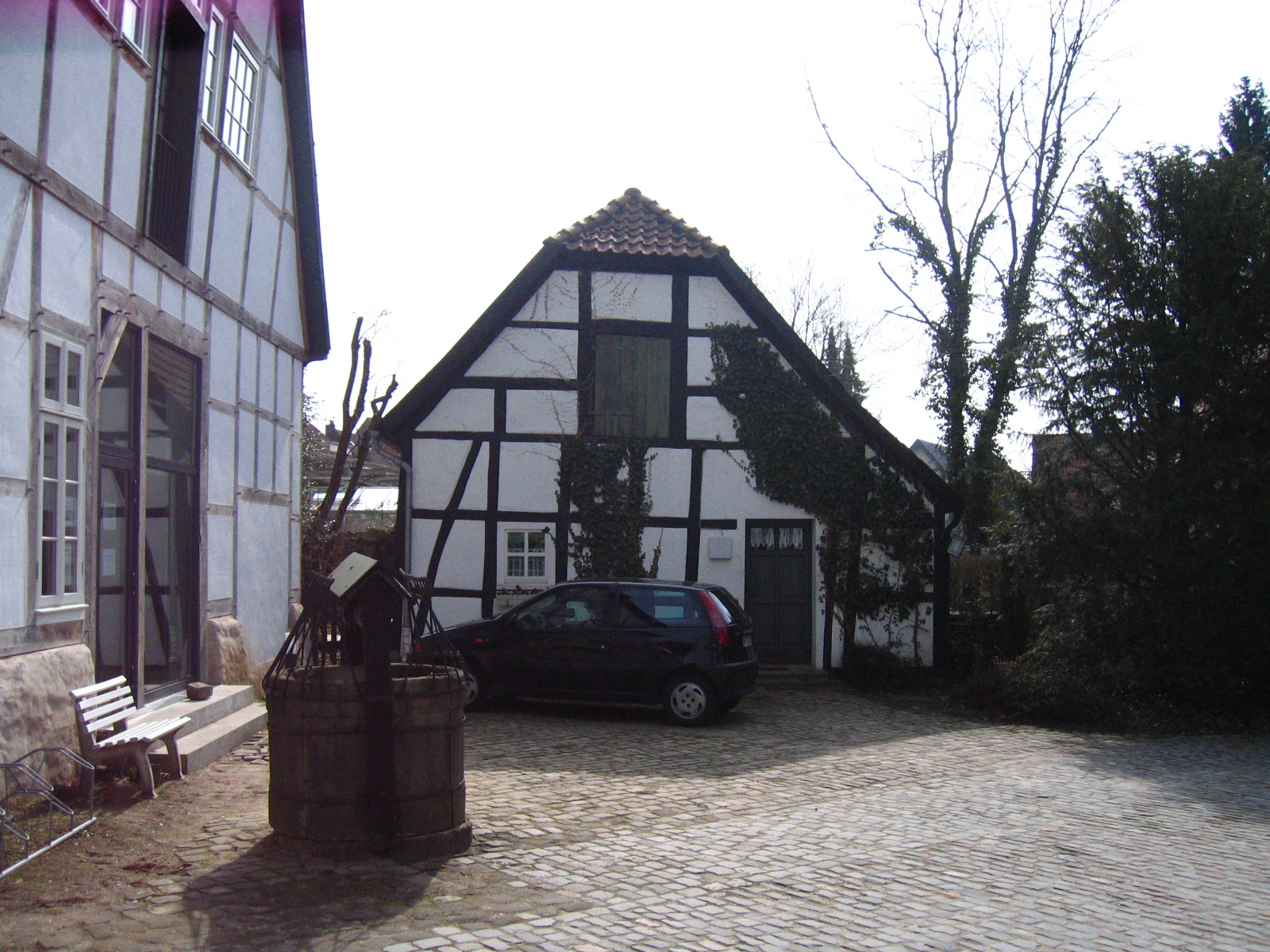
Kötterhaus (links Teil des Streidieckschen Hofes)
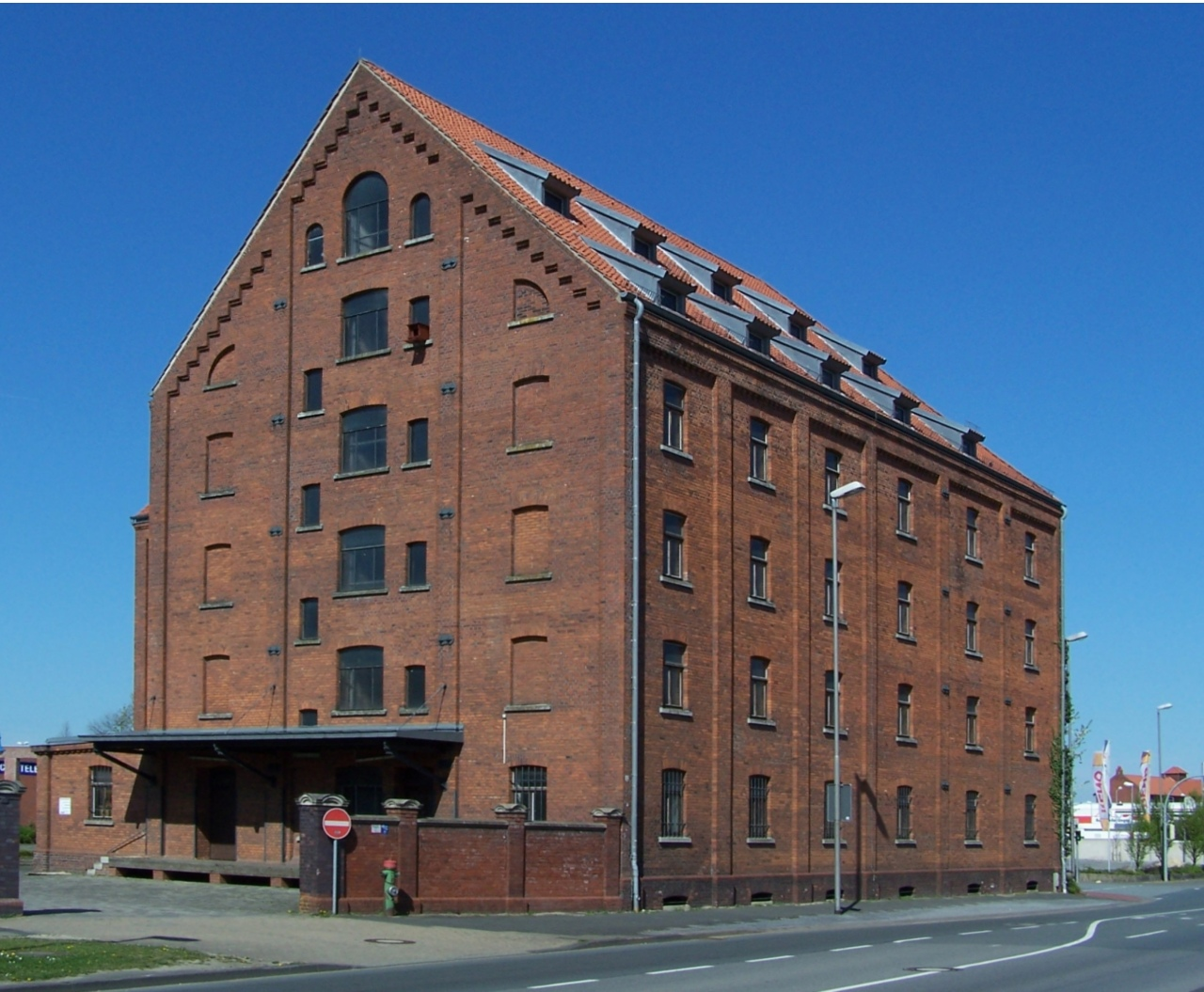
Tabakspeicher